# 南阳广播电视台
南阳廣播電視台，為中華人民共和國河南省南阳市的一家市級廣播電視媒體，也是中共南阳市委直屬的事業單位。是台的前身為南阳人民廣播電台及南阳電視台。

## 旗下资产

### 电视频道
| 頻道名稱 | 语言   | 广播格式                    | 啟播時間 | 频道前身   | 備註                                                                         | 備註 |
| 综合频道 | 普通話 | SD: PAL 576i 16:9 HD: 1080i |          | 南阳电视台 | 南阳市第一個無線電視頻道，現時以新聞、時事、專題類節目為主                   |      |
| 公共频道 | 普通話 | SD: PAL 576i 16:9 HD: 1080i |          |            | 以生活服務節目和南陽市下轄各縣級行政區之自製電視節目為主的政策性綜合電視頻道 |      |
| 科教频道 | 普通話 | SD: PAL 576i 16:9 HD: 1080i |          |            | [ 1 ]                                                                        |      |

### 广播频率
| 頻道名稱     | 语言   | 频道频率 | 啟播時間 | 频道前身         | 備註                                                               |
| 综合广播     | 普通話 |          |          | 南阳人民广播电台 | 以新聞為主，集新聞性、公益性、服務性、監督性為一體的綜合頻率       |
| 交通音乐广播 | 普通話 |          |          |                  | 主要為駕車人士服務的頻率，提供路況播報、生活資訊及服務類、音乐節目 |